# دانيال براندنستاين
دانيال براندنستاين (بالإنجليزية: Daniel Brandenstein)‏ (و. 1943 – م) هو ضابط، ورائد فضاء، من الولايات المتحدة الأمريكية، ولد في ووترتاون.

## ريادة الفضاء
شارك في المهمات الفضائية:
- إس تي إس-8
- إس تي إس-32
- إس تي إس-51-جي
- إس تي إس-49.

## مناصب
تولى منصب رئيس مكتب رواد الفضاء ‏ (27 أبريل 1987–30 سبتمبر 1992).

## الخدمة العسكرية
خدم في بحرية الولايات المتحدة.

## جوائز
حصل على جوائز منها:
- صليب الطيران المتميز
- نوط الجو
- وسام الاستحقاق الأمريكي برتبة فيلق
- وسام الاستحقاق.